# أبو الزوائد
سُلَيْمَانَ بْنِ أَبِي الزَّوَائِدِ شاعر من مخضرمي العصر الأموي والعهد العباسي، من أهل المدينة، كان إماما، وشاعرا، انتقل إلى بغداد في زمن أبو عبد الله محمد المهدي العباسي، نظم في الهجاء والغزل، وكان مقلّا يؤم الناس في مسجد رسول الله صلى الله عليه وسلم، عرف ابن الجراح مجموع شعر ابن أبى الزوائد.

## اسمه ونسبه
أشتهر بكنيته وهي أبن أبي الزوائد وايضًا يقال له ابن ذو الزوائد، وأما أسمه فيه قولين :
- سليمان
- سَلمَة

والأقوى الأول وأما نسبه فهو:
- ابن يحيى بن زيد بن معبد بن أيوب بن هلال بن عوف بن نضلة بن فصية[3][4] بن نصر بن سعد بن بكر بن هوازن بن منصور بن عكرمة بن خصفة بن قيس عيلان بن مضر بن نزار بن معد بن عدنان[5][6][7]

## شعره
اشتهر بشعره المقل وكان نظم في الهجاء والغزل فمنها وفده إلى بغداد أيام المهدي فقال يتشوق إلى المدينة :
يَا ابْن يحيى مَاذَا بَدا لَكَ مَاذَا أمُقامٌ أمْ قَدْ عَزَمْتَ الخياذا
فالبَراغيثُ قَدْ تَثَوَّرَ مِنْهَا سامِرٌ مَا نَلُوذُ مِنْها مَلاذا
فَنَحُكُّ الجُلودَ طَوْراً فَتَدْمَى وَنَحُكُّ الصُدورَ والأفْخاذا
فَسَقَى اللهُ طَيْبَةَ الوَبْلَ سَحّاً وَسَقّى الكَرْخَ والصرَةَ الرَذاذا
بَلْدَةٌ لَا تَرَى بهِا العَيْنُ يَوْماً شارِباً لِلَنبيذِ أَو نَبّاذا
أوْ فَتىً ماجِناً يَرى اللَهْوَ والبا طِلَ مَجْداً أوْ صاحِباً لَوّاذا
هَذِهِ الذالُ فاسْمَعوها وَهاتوا شاعِراً قَالَ فِي الرَويِّ عَلى ذَا
قالهَا شاعِرٌ لَوَ أنّ القَوافيِ كُنَّ صَخْراً أُطارَهنّ جُذاذا

## وصلات خارجية
- أخبار ابن أبي الزوائد